# داني الكسندر
داني الكسندر (بالإنجليزية: Danny Alexander) هو سياسي بريطاني، ولد في 15 مايو 1972 في إدنبرة في المملكة المتحدة. حزبياً، نشط في الديمقراطيون الليبراليون.

## مناصب
- في الانتخابات العامة في المملكة المتحدة 2005، انتخب عضو برلمان المملكة المتحدة الـ54 عن دائرة إنفيرنيس، نيرن، باديرنوتش وستراذسبي وقد انضم خلال فترته النيابية ‏ (5 مايو 2005 – 12 أبريل 2010)  للكتلة البرلمانية الديمقراطيون الليبراليون.
- في انتخابات المملكة المتحدة لعام 2010، انتخب عضو برلمان المملكة المتحدة الـ55 عن دائرة إنفيرنيس، نيرن، باديرنوتش وستراذسبي وقد انضم خلال فترته النيابية ‏ (6 مايو 2010 – 30 مارس 2015)  للكتلة البرلمانية الديمقراطيون الليبراليون.
- انتخب عضو مجلس الشورى البريطاني.
- انتخب وزير الدولة لشؤون اسكتلندا [الإنجليزية]‏ (12 مايو 2010 – 29 مايو 2010).
- انتخب السكرتير الأول للخزانة [الإنجليزية]‏ (29 مايو 2010 – 7 مايو 2015).

## وصلات خارجية
- داني الكسندر على موقع IMDb (الإنجليزية)
- داني الكسندر على موقع قاعدة بيانات الفيلم (الإنجليزية)

- الموقع الرسمي